# Psychologie osobnosti
Psychologie osobnosti je základní psychologickou disciplínou, která studuje rozdíly mezi lidmi a také podobu konkrétních osobnostních vlastností, které ovlivňují myšlení, cítění či chování konkrétního člověka nebo skupiny osob. Zaměřuje se také na výsledek interakce prostředí a individuálních mentálních dispozic.

## Zaměření
Psychologie osobnosti se snaží popsat, jak se lidé navzájem liší i podobají, a tyto rozdíly a podobnosti vysvětlit. Vytváří proto různé teorie, modely či pojetí osobnosti. Právě ty pak jsou teoretickým východiskem pro konstrukci mnoha standardizovaných psychodiagnostických metod, poznatky psychologie osobnosti využívají všechny ostatní psychologické obory a řada dalších vědních disciplín mimo obor psychologie.
Dnes je jako součást psychologie osobnosti chápána také diferenciální psychologie, založená roku 1921 Williamem Sternem. Na rozdíl od předchozích přístupů, které zkoumaly podobnosti mezi lidmi a obecná pravidla fungování lidské psychiky, zaměřil se Stern na jejich vzájemné rozdíly, které je možné kvantifikovat.

### Příklad oblastí zájmu psychologie osobnosti
Psychologie osobnosti se zabývá řadou témat. Podle Sternberga se snaží odpovědět na otázky typu: „Proč jsou někteří lidé sami a jiní samotu nesnášejí?“, „Proč jsou někteří jedinci nervózní i za zcela běžných okolností?“ či „Proč jsou někteří lidé pracovití a spolehliví, jiní však nikoliv?“. Vladimír Smékal uvádí jiné důležité oblasti zájmu tohoto oboru:
- Existence či neexistence svobodné vůle
- Vliv a význam dědičnosti vs. výchovy na vývoj jedince
- Motivace a její podoba, dosahování cílů
- Struktura a složky osobnosti
- Vývoj osobnosti v čase

## Různá pojetí osobnosti a přístupy v psychologii osobnosti
V psychologii osobnosti jsou patrná různá pojetí při vytváření teorií a přístupu ke zkoumání osobnosti. Hlavními proudy je dnes zastaralé sběrné pojetí a novější strukturní pohled na osobnost.

### Kolekcionistické (sběrné) pojetí osobnosti
Zhruba do konce padesátých let 20. století převládalo tzv. kolekcionistické pojetí osobnosti, představované například G. W. Allportem. Podle něj byla psychika člověka jakousi nádobou, obsahující jednotlivé rysy temperamentu, charakteru, dále zájmy a potřeby, schopnosti či sklony. Psychologovi k porozumění člověku stačí jen popsat všechny tyto rysy. Allport tak s lingvistou H. Odbertem shromáždili kolem 18 tisíc rysů osobnosti (tj. asi 4,5 % slovní zásoby angličtiny), K. K. Platonov takto identifikoval 9 tisíc ruských slov. Dnes se sběrné pojetí používá prakticky jen pro tvorbu profilových archů, seznamu vlastností požadovaných na různé zaměstnanecké pozice. Ty jsou aplikovány například v kariérním poradenství, ačkoliv reliabilita takto vytvořených dotazníků je nízká. Složky osobnosti totiž spolu souvisí a jejich pouhým výčtem jevů nelze tyto vztahy popsat.

### Strukturní pohled na osobnost
Tento přístup začíná být aplikovaný zejména od konce 60. let 20. století. Věnuje vyšší pozornost struktuře a vzájemným vztahům jednotlivých složek osobnosti, vytváří modely osobnosti a překonává pouhou inventarizaci vlastností. Existuje více stylů vytváření modelu a jejich klasifikace je obtížná.

## Dotazník "BIG FIVE"
Mnozí psychologové[zdroj?] věří, že Eysenckův dimenzionální přístup je významný, avšak nedostatečný pro odhalení zásadních vlastností jedinečné osobnosti.
Možným metodologickým vylepšením Eysenckova přístupu je dotazník "Big Five" (autoři R. Mccrae a P.T.Costa,Jr.), který měří a vyjadřuje individuální osobnostní variace pomocí 5 faktorů OCEAN (akronym, založený na anglických pojmech):
- Otevřenost (Openness)
- Svědomitost (Conscientiousness)
- Extraverze (Extraversion)
- Vstřícnost (Agreeableness)
- Neuroticismus (Neuroticism)

Současný stav
Řada psychologů[zdroj?] osobnosti považuje objev a validaci tohoto testu za jeden z největších objevů v rámci současné psychologie osobnosti.
Objevují se i modely, které Big 5 rozšiřují o další faktory, např.:
- Sebevědomí (Self-consciousness)
- Maskulinita-feminita (maskulinity-femininity)

## Psychoanalytická perspektiva
Freud byl zastánce doktríny o determinaci osobnosti
- Biologický determinismus: vývoj a jednání osobnosti určují vrozené pudy (sexuální a agresivní)
- Biografický determinismus: veškeré myšlenky, emoce a činy mají své příčiny ve zkušenostech z dětství

### Struktura osobnosti
- topografický model (vědomí, předvědomí, nevědomí)
- strukturální model (id, ego, superego)

#### Topografický model
Vědomí zahrnuje:
a) Sledování sebe sama a svého okolí tím způsobem, že vjemy, vzpomínky a myšlenky jsou přesně reprezentovány ve vědomí. Zde patří selekce důležitých informací, jejich prioritu určují události, důležité pro přežití.
b) Ovládání sebe sama a svého okolí tím způsobem, že jsme schopni zahajovat a ukončovat své jednání a kognitivní aktivity. Zde patří plánování, zahajování a řízení vlastních činů.
Např. při řízení automobilu začátečník se musí soustředit na koordinaci různých úkonů (řazení, šlapání a spojku, přidávání plynu, řízení apod.) a stěží dokáže myslet na cokoli jiného. Pokud se pohyby zautomatizují, řízení přebírá předvědomí, zatímco řidič může konverzovat, obdivovat okolní krajinu, aniž by si byl vědom toho, že řídí, až do chvíle, kdy se objeví nebezpečí, které okamžitě připoutá pozornost zpět k ovládání auta.
Předvědomí obsahuje: všechny informace, jež nyní nejsou přítomny ve vědomí, ale budeme-li chtít, vybavíme si je. Tyto objekty a události, které toho času nejsou v centru pozornosti, mohou mít na vědomí určitý vliv. Souhrn vzpomínek a procesů označujeme jako předvědomí.
Nálezy značného množství výzkumů ukazují, že zaznamenáváme a vyhodnocujeme podněty, které nevnímáme vědomě. Tyto podněty nás ovlivňují podvědomě, pracují na podvědomé úrovni vědomí.
Nevědomí obsahuje souhrn vzpomínek, impulsů a tužeb, které jsou našemu vědomí nedostupné. Tyto vesměs emočně bolestivé vzpomínky a přání jsou vytěsněny – přesunuty do nevědomí, odkud mohou ovlivňovat naše činy, i když si jich nejsme vědomi. Přestože tyto vytěsněné myšlenky a impulsy nemohou vstupovat do vědomí, mohou nás ovlivňovat nepřímo nebo maskovaně:
- prostřednictvím snů
- chybných úkonů
- charakteristického chování
- přeřeknutí

Současné pojetí hovoří o kontinuitě nevědomí-vědomí, které sahá od jednoho extrému zcela nevědomých procesů k druhému extrému reflexivního vědomí.

#### Strukturální model
Freud dospěl k závěru, že model ledovce je příliš jednoduchý na to, aby byl schopen popsat osobnost člověka a proto vyvinul strukturální model dělící osobnost na tři hlavní systémy, které jsou ve vzájemné interakci a řídí lidské chování: id, ego, superego
Id – nejprimitivnější část osobnosti, z níž se později vyvíjí ego a superego. Skládá se ze základních biologických impulsů. Sexuální a agresivní pudy jsou nejdůležitější determinanty osobnosti. Id je zcela hédonistický, iracionální a nemorální, hledá bezprostřední uspokojení impulsů a řídí se principem slasti.
Ego – ústřední řídící složka osobnosti, která se postupně vyvíjí z Id z důvodu, že potřeby organismu vyžadují odpovídající objekt, jež se nachází v objektivním světě. Jeho hlavní role je zprostředkování mezi pudovými touhami Id a podmínkami vnějšího světa a cílem je zabezpečit přežití osoby a její reprodukce. Ego se řídí principem skutečnosti.
Superego – je zvnitřněna reprezentace hodnot a morálky společnosti. Zahrnuje svědomí jedince, obraz ideálně mravné osoby (tzv. ideály já) a sebehodnocení. Superego se řídí principem dokonalosti. Jeho hlavní funkce jsou:
- brzdit impulsy Id, zejména se sexuálním a agresivním záměrem
- ovlivnění ego, aby realistické cíle zaměnilo moralistickými
- směřováním k dokonalosti

### Dynamika osobnosti
- souvisí s rozdělením a využitím psychické energie ze strany id, ego a superego
- ego používá energii pro: harmonizaci všech složek osobnosti, snížení vnitřního napětí (pomocí aktivace obranných mechanismů). vývoj zájmů, preferencí, postojů atd.
- člověk se silným egem je vyrovnaný, ohleduplný a bezpečný řidič
- vlastní-li energii Id, chování jedince je primitivní a převládá impulzivita
- člověk, kterým dominuje Id, zanedbává skutečnost a etické normy. Jako řidič patří mezi nejnebezpečnější účastník dopravy
- dominují-li energie superego, realismus jedince ustupuje před přehnaným moralizováním
- takový řidič je rigidní, nadměrně svědomitý, zároveň hyperkritický vůči chování ostatních účastníků provozu, úzkostlivý a vševěd
- kolize mezi Id, ego a superego vyvolává napětí, stupňování napětí ohrožuje integritu osobnosti, snižuje její adaptační schopnosti a ego se musí bránit

### Obranné mechanismy
- VYTĚSNĚNÍ – ego vytlačuje ohrožující myšlenky a zakázané impulsy z vědomí do nevědomí. (Řidič vytěsňuje dramatickou zkušenost z někdejší autonehody, což mu umožňuje překonat vlastní strach sednout si znovu za volant.)
- REGRESE – návrat osobnosti k dřívějším etapám vývoje. (Nezkušený řidič, který se ocitl v nebezpečné situaci přestává mít zájem o řízení auta a v budoucnu se chová jako člověk, který nikdy nevlastnil řidičský průkaz.)
- REAKTIVNÍ VÝTVOR – přeměna ohrožujícího impulsu či pocitu v jeho protiklad. (Strach řízení mění se v nebezpečnou tendenci jedince k riskantní jízdě.)
- PROJEKCE – ohrožující tendence se připisuje jiným osobám. (Bezohledný řidič nevnímá vlastní chyby a zároveň kritizuje či nadává na ostatní řidiče.)
- RACIONALIZACE – nevědomé vytvoření přijatelného vysvětlení, kterým osoba skrývá skutečný důvod svých skutků. (Řidič, který při neštěstí odmítl poskytnout pomoc jinému člověku vlastní skutek zdůvodňuje tím, že měl naspěch.)
- POPÍRÁNÍ – vnější skutečnosti. Popřen může být buď citový význam určité situace, nebo samotná realita, kterou se jedinec snaží nevnímat. (Řidič popírá, nepřipouští si, že přejel chodce.)
- AGOVÁNÍ – Jedná se o mechanismus odstraňování stresu, emočního napětí, neschopnosti snášet bolest vyvoláním sociálních konfliktů. Obrana Já je velmi snížená, nejčastěji kvůli neschopnosti jedince odkládat či kontrolovat vlastní pudové tendence. Impulsivní abreakce (psychické uvolnění) představuje svérázný "bezpečnostní ventil". (Vynervovaný člověk řídí mimořádně riskantně, aby zmírnil neúnosné vnitřní napětí.)

### Frustrace motivů a konfliktů
- Frustrace – zmarnění úsilí člověka dosáhnout jakéhokoli cíle. Opakovaná frustrace vyvolává psychické napětí.
- Stupeň vzniklého napětí souvisí s: intenzitou existující potřeby, délkou trvání překážky.
- Konflikty – duševní prožívání stavu současné přítomnosti dvou protikladných tendencí či cílů, jejichž přiblíženě stejný význam blokuje rozhodování a volbu osobnosti.
- Konflikt "apetence-apetence" vzniká pokud na osobnost současně působí dva pozitivní cíle. (Člověk, který váhá, zda si má dát pivo s kamarády nebo zajet autem k partnerce.)
- Konflikt "negace-negace" existuje v případě, že osoba musí volit mezi dvěma nežádoucími cíli. (Řidič neví, zda má překročit povolenou rychlost a tímto riskovat pokutu nebo jezdit podle předpisů a tímto zmeškat důležitou pracovní schůzi.)
- Konflikt "ambivalence" vzniká při současném přitahování a odpuzování stejného cíle. V porovnání s ostatními dvěma druhy konfliktu, zde existuje pouze jeden objekt, cíl, jež zároveň přitahuje a odpuzuje. (Mladík chce vyhovět své dívce, aby se svezli autem, které patří jeho přísnému otci, zároveň se obává možných následků.)

#### Účinky frustrace
Konstruktivní účinky
- zvýšení úsilí,
- změna prostředků,
- změna cíle,
- redefinice situace,
- rozhodnutí opustit cíl.

Škodlivé účinky
- agrese,
- úzkost,
- dezorganizace chování – regrese,
- obranné mechanismy,
- únik ze situace.

## Humanistická perspektiva

### Základní postuláty humanisticko-existencialistického přístupu osobnosti
- každý člověk vlastní potenciál pro neustálý růst osobnosti
- tento proces lze označit jako sebedeterminace směr k individuální seberealizaci
- tímto procesem postupuje uvědomělý, duševně zdravý a emocionálně vyrovnaný jedinec
- člověk je bytostně dobrý; původ zla je ve špatném kulturním a sociálním prostředí

### Koncepce o sebeaktualizovaném jedinci
- studium zdravých, tvůrčích, potentních, tedy sebeaktualizovaných osobností, mezi které Maslow zařadil Abrahama Lincolna, Thomase Jeffersona, Eleanor Roosevelt
- sebeaktualizovaní jedinci sdílejí následující vlastnosti: sebevědomí, sebepřijetí, otevřenost, spontaneitu, schopnost milovat a starat se o jiné lidi, odolnost zejména vůči negativním názorům ostatních osob
- vnitřní jistota ve vztahu k vlastní identitě, priorita zájmu o problém a nezatíženost vlastní osobnosti (problem-centered rather than self-centered)
- schopnost vytvářet a prožívat hluboká přátelství zahrnující schopnost časně identifikovat vyumělkovaná pseudopřátelství
- časté prožívání vrcholných zážitků, které doprovází mimořádné kognitivní a emoční schopnosti včetně autentické a trvalé přeměny hodnot systému
- představuji dlouhodobé, relativně trvalé znaky osobnosti

### Rogersův přístup soustředěn na osobnost
Základní postuláty C. Rogerse:
- člověk je imanentně dobrý a obdařený tendencemi k sebeaktualizaci
- tendence k růstu a naplnění potenciálu často zmařují kulturní či společenské instituce a vlivy
- podmínky příznivého klimatu pro růst osobnosti:
  - upřímnost (genuineness): otevřenost vůči vlastním pocitům, odmítnutí přetvářek, zájem o odhalení sebe sama
  - přijetí (acceptance): nepodmíněná kladná úcta a respekt okolí, lidská podpora osoby, přestože není dokonalá, možnost jevit se spontánně
  - vcítění (empathy): schopnost neodsuzujícího přijetí našich pocitů a myšlenek

### Self-koncept – ústřední vlastnost osobnosti
- Maslow a Rogers: Self-koncept zahrnuje veškeré myšlení a emoce související s otázkou "Kdo jsem"
- Pozitivní self – vysněná, vytoužená představa o vlastní osobě (bohatý self, štíhlý self, milovaný self, zbožňovaný self...)
- Negativní self – obávaná, nechtěná představa o vlastní osobě (nezaměstnaný self, alkoholický self, akademicky neúspěšný self...)
- Pokud je self pozitivní, osoba jedná a vnímá svět kladně,
- Při negativním self jedinec prožívá nespokojenost a neštěstí, což ovlivňuje jeho hodnocení skutečnosti a chování

#### Hodnocení Self
- použití dotazníků pro hodnocení sebepojetí (self-concept)
- Carl Rogers se klientů tázal:
  - jakými by chtěli být
  - jakými skutečně jsou

Jestliže se ideální a aktuální self shodují, pak je sebepojetí kladné. Z hlediska psychoterapie, významným ukazatelem osobnostního růstu klienta představuje sblížení (kongruence) obou self. Tomuto procesu značně nahrává kladná zkušenost jedince související s dosažením vytoužených cílů. V případě opakovaného neúspěchu narůstá frustrace, úzkost, zatímco eroze sebepojetí vede k různým projevům maladaptace jedince.
Rogersova kritika typologizace osobnosti:
Každé standardizované zkoumání osobnosti představuje její depersonalizace. Škatulkování dílčích vlastností do předem vybraných kategorií je třeba nahradit důvěrným rozhovorem s jedincem, což poskytuje lepší porozumění jeho unikátní zkušenosti.

#### Výzkum Self
- v současné době ve výzkumech psychologů dominuje zájem o self. Předmětem bádání jsou sebeúcta, sebeodhalení, sebeuvědomění, sebepozorování aj.
- nejnovější pojetí zdůrazňuje působení různých možný self na prožívání a jednání jedince. Možné self zahrnuje dvě krajnosti:
  - vysněné self (pozitivní): já jako bohatá, štíhlý, uctívaný, milovaný aj.
  - obávané self (negativní): já jako nezaměstnaný, alkoholik, neúspěšný v práci aj.

Tyto self stanoví cíle jedince a motivují ho k jejich dosažení. 
Kvalita prožívání sama sebe přináší řadu výhod a nevýhod.

### Výhody a nevýhody sebeúcty
- lidé se zvýšenou sebeúctou mají méně žaludečních vředů, méně neprospaných nocí, snadněji odolávají společenským nátlakům (nejsou konformní), méně inklinují k drogám, jsou vytrvalejší vůči složitým situacím a prožívají pocit štěstí
- nízká sebeúcta souvisí s prožíváním nespokojenosti, zoufalství a neštěstí. Nespokojenost sám se sebou zvyšuje riziko deprese a úzkosti
- Rogers: nepřijetí sama sebe zkresluje hodnocení ostatních lidí a narušuje interpersonální vztahy. Negativní vztahy k vlastní osobě tvoří základ černobílého hodnocení ostatních lidí a předsudků
- Maslow: vážíš-li si sám sebe, snadněji budeš přijímat i ostatní lidi
- Rogers: problém lidstva pramení z přehnané lásky a pýchy jedince vůči vlastní osobě!
- vlastní pýcha tvoří základ skupiny tzv. kladných předsudků. Příkladem jsou zjednodušené představy o referenční skupině a identifikace s vlastním etnikem, zemí, náboženstvím aj. Velebení arijské rasy zajistilo milionům Němců pocit nadřazenosti a způsobilo největší katastrofu v lidských dějinách.
- přesvědčení o spravedlivosti vlastního národa mělo za následek totožné výroky Američanů a Rusů: Vaše zbraně nás ohrožují, ty naše jsou pouze pro obranu.
- dalším příkladem je náboženská nesnášenlivost, např. katolíci vs. protestanti, křesťané vs. muslimové aj.

### Kritika humanistické perspektivy
- humanistická koncepce je nejasná a subjektivní. Zpochybnění souboru sebeaktualizovaných jedinců. Jaké by byly výsledky při zkoumání jiných aktualizovaných osob, zejména Napoleona, Alexandra Makedonského či Johna D. Rockefellera?
- Rogerosov krédo: "Žiji způsobem, který mě hluboce uspokojuje a vyjadřuje moji skutečnou povahu" je sporné, neboť podněcuje individualismus. Hédonismus, sobectví či morální eroze nepřispívá kladnému psychosociálnímu vývoji jedince.
- Idealizace lidské přirozenosti zanedbává skutečnost, že v člověku je rovněž imanentní zlo. Rogerosovo obvinění, že veškeré negativní tendence přicházejí z kultury je jednostranné, regresivní a zbavuje člověka zodpovědnosti. Nehledě k tomu, že společnost a kultura je nakonec tvořena právě jednotlivými lidmi. Lidské bytí skýtá potenciál pro dobro i špatnost, psychologické uchopení člověka vyžaduje vyrovnaný, dialektický přístup.